# ۲۰۰۱ دیوانه
۲۰۰۱ دیوانه (به انگلیسی: 2001 Maniacs) یک فیلم کمدی ترسناک آمریکایی محصول سال ۲۰۰۵ به کارگردانی تیم سالیوان با بازی رابرت انگلوند، لین شی، جی گیلسپی، دیلن ادرینگتون و متیو کری است. این نسخه بازسازی شده از فیلم دوهزار دیوانه! محصول ۱۹۶۴ است. این فیلم توسط کمپانی لاینزگیت توزیع شده‌است.
دنباله این فیلم در سال ۲۰۱۰ با عنوان ۲۰۰۱ دیوانه: میدان فریادها منتشر شد.

## داستان
شش دانشجوی کالج و یک زوج دوچرخه‌سوار برای تعطیلات بهاری به سمت ساحل دیتونا به جنوب می‌روند، اما یک مسیر انحرافی آن‌ها را به شهر به‌ظاهر ایده‌آل دره‌ای در جورجیا می‌رساند که به افتخار جنگ داخلی آمریکا جشن سالانه را برگزار می‌کند. در حالی که آنها در شهر می‌مانند و کاملاً از دنیای بیرون منزوی شده‌اند، به‌طور سیستماتیک توسط ساکنان شهر جدا شده و به طرز وحشتناکی کشته می‌شوند. دو دانش آموز موفق به فرار می‌شوند، اما پس از هشدار به مقامات متوجه می‌شوند که «دره» چیزی جز یک قبرستان نیست - یادبودی برای روستاییان کنفدراسیون در سال ۲۰۰۱ که ۱۴۰ سال قبل توسط سربازان اتحادیه مرتد در طول جنگ داخلی قتل‌عام شدند. یک پلاک نشان می‌دهد که ساکنان شهر تا زمانی که جنایت بازپرداخت نشود آرام نخواهند گرفت: ۲۰۰۱ روستایی کشته شدند، ۲۰۰۱ شمالی‌ها باید کشته شوند - چشم در برابر چشم. در حالی که دو دانش آموز با موتور سیکلت خود در حال دور شدن هستند، سر آنها با سیم خاردار جدا می‌شود. سرها توسط هاکلبیلی که در جاده راه می‌رود و محو می‌شود.

## تولید
فیلمبرداری در ۳ نوامبر ۲۰۰۳ در وست ویل، جورجیا انجام شد و در ۱ دسامبر ۲۰۰۳ به پایان رسید.